# 上达赫施泰滕
上达赫施泰滕是德国巴伐利亚州的一个市镇。总面积23.65平方公里，总人口1648人，其中男性804人，女性844人（2011年12月31日），人口密度70人/平方公里。